# Via Verde
Via Verde je název  česko–rakouského projektu  multifunkční cesty zážitků (cyklostezky). Projekt (v programu Evropské územní spolupráce) vznikl za spolupráce obcí Horní Stropnice a Moorbad Harbach. Délka hlavní trasy činí 32 km. Případná trasa navíc (na rakouském území) činí 8,2 km. Stoupání na hlavní trase činí 508 m, stoupání na případné trase navíc činí 278 m. V Rakousku je napojení na waldviertlerskou cyklostezku.
Na trase jsou tato zastavení:
Zastávka 1 - Hraniční přechod Harbach – Šejby
Zastávka 2 - Náměstí v Harbachu
Zastávka 3 - Zahrada lidských práv v Lauterbachu (je zde 12 zastavení)
Zastávka 4 - Překážková dráha zdraví v Hirschenwies
Zastávka 5 - Hraniční přechod Hirschenwies – Lukov
Zastávka 6 - Kraví Hora (skalní útvary, rozhledna)
Zastávka 7 - Dobrá Voda (kostel Panny Marie Těšitelky)
Zastávka 8 - Horní Stropnice (kostel svatého Mikuláše, možná zajíždka k trvrzi Cuknštejn a do Terčina Údolí)
Zastávka 9 - Přírodní koupaliště  u Horní Stropnice